# (3451) Mentor
Pour les articles homonymes, voir Mentor.
(3451) Mentor, désignation internationale (3451) Mentor, est un astéroïde troyen jovien.

## Description
(3451) Mentor est un astéroïde troyen jovien du camp troyen, c'est-à-dire situé au point de Lagrange L5 du système Soleil-Jupiter. Il présente une orbite caractérisée par un demi-grand axe de 5,127 UA, une excentricité de 0,071 et une inclinaison de 24,7° par rapport à l'écliptique.
Il est nommé en référence au personnage de la mythologie grecque Mentor, acteur du conflit légendaire de la guerre de Troie.

## Compléments